# أندرو غودمان
أندرو غودمان (بالإنجليزية: Andrew Goodman)‏ هو سياسي أمريكي، ولد في 23 نوفمبر 1943 في نيويورك في الولايات المتحدة، وتوفي في 21 يونيو 1964 في مسيسيبي في الولايات المتحدة.